# Kasachische Eishockeymeisterschaft 2000/01
Die Saison 2000/01 war die neunte Spielzeit der kasachischen Eishockeyprofiliga. Es nahmen sieben Vereine am Wettbewerb teil. Den Titel des Kasachischen Meisters sicherte sich zum insgesamt achten Mal Torpedo Ust-Kamenogorsk. Ust-Kamenogorsk wiederholte damit den Titelgewinn des Vorjahres.

## Modus
Die sieben Teilnehmer spielten in einer Vierfachrunde, so dass jede Mannschaft auf die Anzahl von 24 Spielen kam. Die Mannschaft mit den meisten Punkten sicherte sich am Ende die Meisterschaft.
Für einen Sieg in der regulären Spielzeit von 60 Minuten erhielt eine Mannschaft zwei Punkte, der unterlegene Gegner ging leer aus. Bei einem Unentschieden erhielt jede Mannschaft einen Punkt.

## Abschlusstabelle
Nach Ablauf der 24 Runden – Jessil Petropawlowsk und Gornjak Rudny bestritten lediglich 22 – sicherte sich Torpedo Ust-Kamenogorsk souverän den Meistertitel. Die Mannschaft gewann 22 ihrer 24 Partien und verteidigte damit den Titel. Erneuter Vizemeister wurde Barys Astana, deutlich vor dem Ex-Meister HK ZSKA Temirtau. Auf den hinteren Plätzen fanden sich Jenbek Almaty, Jessil Petropawlowsk, Junost Karaganda und Gornjak Rudny.
Torpedo Ust-Kamenogorsk spielte im Saisonverlauf – sowohl mit der ersten als auch zweiten Mannschaft – parallel in der drittklassigen russischen Perwaja Liga. Darüber hinaus nahm Torpedo Ust-Kamenogorsk am IIHF Continental Cup in der Saison 2000/01 teil und stieß dabei erstmals in die zweite Runde vor.
Abkürzungen: Sp = Spiele, S = Siege, U = Unentschieden, N = Niederlagen, Pkt = Punkte
|                         | Sp | S  | U | N  | Tore    | Pkt   |
| ----------------------- | -- | -- | - | -- | ------- | ----- |
| Torpedo Ust-Kamenogorsk | 24 | 22 | 0 | 2  | 241:063 | 44:04 |
| Barys Astana            | 24 | 19 | 0 | 5  | 188:080 | 38:10 |
| HK ZSKA Temirtau        | 24 | 16 | 2 | 6  | 148:123 | 34:14 |
| Jenbek Almaty           | 24 | 10 | 3 | 11 | 083:126 | 23:25 |
| Jessil Petropawlowsk    | 22 | 6  | 0 | 16 | 064:142 | 12:32 |
| Junost Karaganda        | 24 | 3  | 1 | 20 | 082:218 | 07:41 |
| Gornjak Rudny           | 22 | 3  | 0 | 19 | 046:129 | 06:38 |

## Auszeichnungen
| Auszeichnung                             | Spieler              | Team                    |
| ---------------------------------------- | -------------------- | ----------------------- |
| Wertvollster Spieler (Journalisten-Wahl) | Witali Tregubow      | Torpedo Ust-Kamenogorsk |
| Bester Torhüter                          | Sergei Ogureschnikow | Torpedo Ust-Kamenogorsk |
| Bester Verteidiger                       | Roman Schipulin      | Barys Astana            |
| Bester Stürmer                           | Alexei Obuchow       | HK ZSKA Temirtau        |
| Topscorer                                | Salim Prmanow        | Barys Astana            |